# Bathypogon magnus
Bathypogon magnus är en tvåvingeart som beskrevs av Hull 1956. Bathypogon magnus ingår i släktet Bathypogon och familjen rovflugor. Inga underarter finns listade i Catalogue of Life.